# دن اسکاردینو
دن اسکاردینو (به انگلیسی: Don Scardino) (زادهٔ ۱۷ فوریهٔ ۱۹۴۹) کارگردان، تهیه کننده بازیگر آمریکایی است.
از فیلم‌های معروف او می‌توان به بازی در فیلم گشت زنی، می‌داند که تنها هستی اشاره کرد.